# 4045 Lowengrub
4045 Lowengrub è un asteroide della fascia principale. Scoperto nel 1953, presenta un'orbita caratterizzata da un semiasse maggiore pari a 3,2255898 UA e da un'eccentricità di 0,1081919, inclinata di 21,32752° rispetto all'eclittica.